# San Lorenzo (Honduras)
San Lorenzo es un municipio del departamento de Valle en la República de Honduras.

## Toponimia
Su nombre es en honor a Lorenzo de Roma, santo de la iglesia católica.

## Límites
El Municipio de San Lorenzo es el lugar más conocido de la zona sur. La Ciudad de San Lorenzo es donde llega gran cantidad turistas nacionales y extranjeros, está ubicado en una planicie, en uno de los esteros del Golfo de Fonseca al sur del Departamento de Valle.
| Orientación | Límite                           |
| ----------- | -------------------------------- |
| Norte       | Municipio de Nacaome, Valle      |
| Sur         | Golfo de Fonseca                 |
| Sur         | Municipio de Marcovia, Choluteca |
| Este        | Departamento de Choluteca        |
| Oeste       | Municipio de Nacaome, Valle      |

### Puerto
El puerto: Bocas del Henecan, que se encuentra aledaño a la ciudad y que forma parte del mismo municipio es el puerto más importante de Honduras en el Océano Pacífico, y por allí se importan todos los bienes que tienen procedencia de la cuenca del Pacífico; sin lugar a dudas, el traslado del principal puerto de Honduras en el Océano Pacífico de Amapala a Henecan fue el hecho más influyente en el desarrollo de esta ciudad. El comercio que esta actividad generó, y la oportunidad para exportar al exterior los productos agrícolas, comerciales y ganaderos con el nuevo puerto fue un importante motor para el desarrollo de San Lorenzo. En la actualidad se han establecido muchas Empresas que son muy importantes en la economía de este pequeño municipio, pero grande en Desarrollo.

## Geografía

### Topografía
El municipio de San Lorenzo posee en su mayoría una topografía plana, excepto el extremo nororiental donde se ubica el puerto, que comprende varios cerros cuyas alturas varían entre 300 y 430 metros sobre el nivel del mar Presenta diferentes tipos de suelos; franco arcillosos limosos en la zona alta del municipio, suelos aluviales en la parte central y suelos costeros con fertilidad apropiada para cultivos promisorios para la agroindustria de exportación.
San Lorenzo carece de Montañas, pero si posee cerros a mediana altura, con vegetación permanente entre ellos:
| Accidente | Nombre                |
| --------- | --------------------- |
| Cerro     | la Castaña            |
| Cerro     | Peñoncito             |
| Cerro     | El Tanque             |
| Cerro     | Agua Tibia            |
| Cerro     | Peñón                 |
| Cerro     | Las Labas             |
| Cerro     | Peña del Carnicero    |
| Cerro     | Avilés                |
| Cerro     | La Bandera            |
| Cerro     | El Peñal del Comercio |
| Cerro     | Rincón de Arenales    |
| Cerro     | La Maroma             |

De este último se obtuvo todo el material para la construcción del muelle y la carretera del Puerto del Henecan, además importancia histórica, pues la tradición relata que era una zona encantada.
San Lorenzo participa en:
- En el sistema integrado de diez áreas protegidas que se conectan por extensos humedales y ecosistemas de manglar,[2] y del sistema de gestión instituido a principios del 2006 mediante la firma del Convenio de Comanejo de las Diez Áreas Protegidas del Golfo de Fonseca, suscripto entre el Comité para la Defensa y Desarrollo de la Flora y Fauna del Golfo de Fonseca (CODDEFFAGOLF), la Administración Forestal del Estado-Corporación Hondureña de Desarrollo Forestal (AFE-COHDEFOR) y trece Alcaldías Municipales de los Departamentos de Valle y Choluteca, con sede central en San Lorenzo.[3]
- En el proyecto de gestión integrada transfronteriza de los ecosistemas del Golfo de Fonseca financiado por el Fondo Mundial mara la Naturaleza, con financiamiento del Banco Interamericano de Desarrollo.[4]

## Clima
La temperatura es alta durante todo el año, con un valor medio del orden de 34 °C. Tiene dos estaciones bien diferenciadas, una de lluvia o invierno que se inicia en mayo y finaliza en octubre; y una estación seca o de verano de noviembre a abril, siendo este último mes, el que registra las temperaturas más altas.
El municipio se ubica entre los de mayor vulnerabilidad ambiental acentuada por el cambio climático. Se encuentra en un área geográfica:
a) con alta incidencia de tormentas tropicales que serán más intensas a medida que la temperatura del mar se eleve. Se prevé la inundación de la mayor parte de la ciudad para el 2050; y
b) se han consolidado largos períodos de sequías -principalmente en los meses de junio a agosto- con acortamiento del período de lluvias que provocan pérdida de las cosechas y de ingresos, incluyendo situaciones de riesgo nutricional en los agricultores que producen para el autoconsumo.

## Historia
En 1522, los españoles fundaron la Aldea de San Lorenzo. 
En 1912 (1 de enero), se crea el Municipio de San Lorenzo. 
En 2007, la ciudad está en proceso un reordenamiento urbano. Cabe destacar, que la ciudad posee el más limpio, moderno y funcional mercado municipal en Honduras. Hay quien incluso se refiere a él como el “Mall del Sur” debido no solo a su construcción sino también a la limpieza y orden que hay en él.

## Economía
La estructura productiva del municipio se caracteriza por la coexistencia de la industria exportadora con la actividad artesanal, frecuentemente en estado de conflicto. En ese contexto, las actividades de mayor repercusión se centran en la industria del cultivo del camarón, simultánea a la pesca artesanal; la agricultura intensiva de exportación con la
agricultura de granos básicos para consumo; y la actividad industrial de procesamiento de la sal, con su recolección artesanal. El puerto y sus actividades colaterales son generadores de empleo, así como fuente de ingresos a través de las transferencias que el Gobierno Nacional realiza al municipio, participándolo de los ingresos de la actividad portuaria y aduanera. Las características de cada una de estas actividades se describen brevemente a continuación:

### Camaronicultura
Los humedales del Golfo de Fonseca con bosques densos de manglares crean el medio apropiado para el desarrollo de actividades de importancia económica como la pesca y la industria del camarón que se instala en los principios de la década del 70. La industria del camarón cultivado se difundió posteriormente con el incentivo del Gobierno central y mediante el aporte masivo de inversión de capital y la concentración en las empresas de mayor nivel tecnológico. La actividad ocupa el tercer rubro en importancia dentro de los bienes exportados por el país, y ubica a Honduras como principal productor y exportador de
Centroamérica. El rubro es de gran importancia para la ocupación local y se desarrolla en dos ciclos anuales, en la temporada alta, que coincide con la estación de lluvias existe insuficiencia de servicio de empaque ante el aumento de las cosechas de camarón, mientras que durante la estación seca, algunas empacadoras permanecen ociosas y se ven forzadas a recortar puestos de trabajo. Esa modalidad convive con la pesca artesanal de subsistencia y comercial, que tradicionalmente desarrolló la población sin regulación por parte del Estado.

### Agricultura
Las plantaciones de algodón y ganadería extensiva fueron desplazadas progresivamente, y a partir de la década de los noventa, el Gobierno Nacional crea los incentivos para diversificar el agro. A través de exenciones y subsidios se promueven productos no tradicionales de alto rendimiento orientados a la exportación, y con ello, se produce el auge de determinados cultivos, algunos ya existentes en el área como el melón y la sandía La producción de melón en particular, está concentrada en empresas que poseen una alta integración vertical desde el cultivo del producto hasta su comercialización, y en general, tienen alguna conexión con las empresas de los mercados de destino bajo distintas modalidades de alianza. La oferta laboral de la actividad agrícola es estacional, se concentra en la época seca y disminuye en los meses de abril a septiembre, y los salarios son inferiores al de las otras actividades. Esta actividad coexiste con la agricultura de subsistencia cuyos cultivos prevalecen en temporada de lluvias, por lo que en gran medida, actúa como actividad complementaria de la anterior para la subsistencia.

### Actividad salinera
Como en las otras actividades, existe una actividad de recolección artesanal en la zona costera que luego se vende a las fábricas procesadoras de San Lorenzo, quienes además, tienen sus propios recolectores. El trabajo se realiza en dos temporadas durante el año: la recolección de sal en las zonas costeras durante los últimos días de enero a mayo, y el proceso de industrialización en la fábrica, en el período de mayo a diciembre.

### Actividad portuaria
La construcción del puerto Henecan en 1980 impulsó el desarrollo de las actividades portuarias y colaterales. Es el puerto nacional por donde se importan todos los bienes procedentes de la cuenca del Pacífico (petróleo, automóviles, madera, etc.), y se exporta la producción agrícola, ganadera y comercial de la Zona Sur, Central y Oriental del país. El municipio, además, recibe transferencias del Gobierno Nacional que deberían equivaler, conforme a la ley, al 4% de los ingresos generados por la actividad portuaria y aduanera. Ese porcentaje no se cumple, pero de todas maneras, el monto recibido es altamente significativo para la administración local (Las transferencias del Gobierno Nacional representaron en el período 2004/2006 el 50 %, 45 % y 34 %, respectivamente, de los ingresos municipales). En los predios de la Empresa Nacional Portuaria de Honduras, propietaria y administradora, se localizan dos grandes depósitos de hidrocarburos.

## Turismo

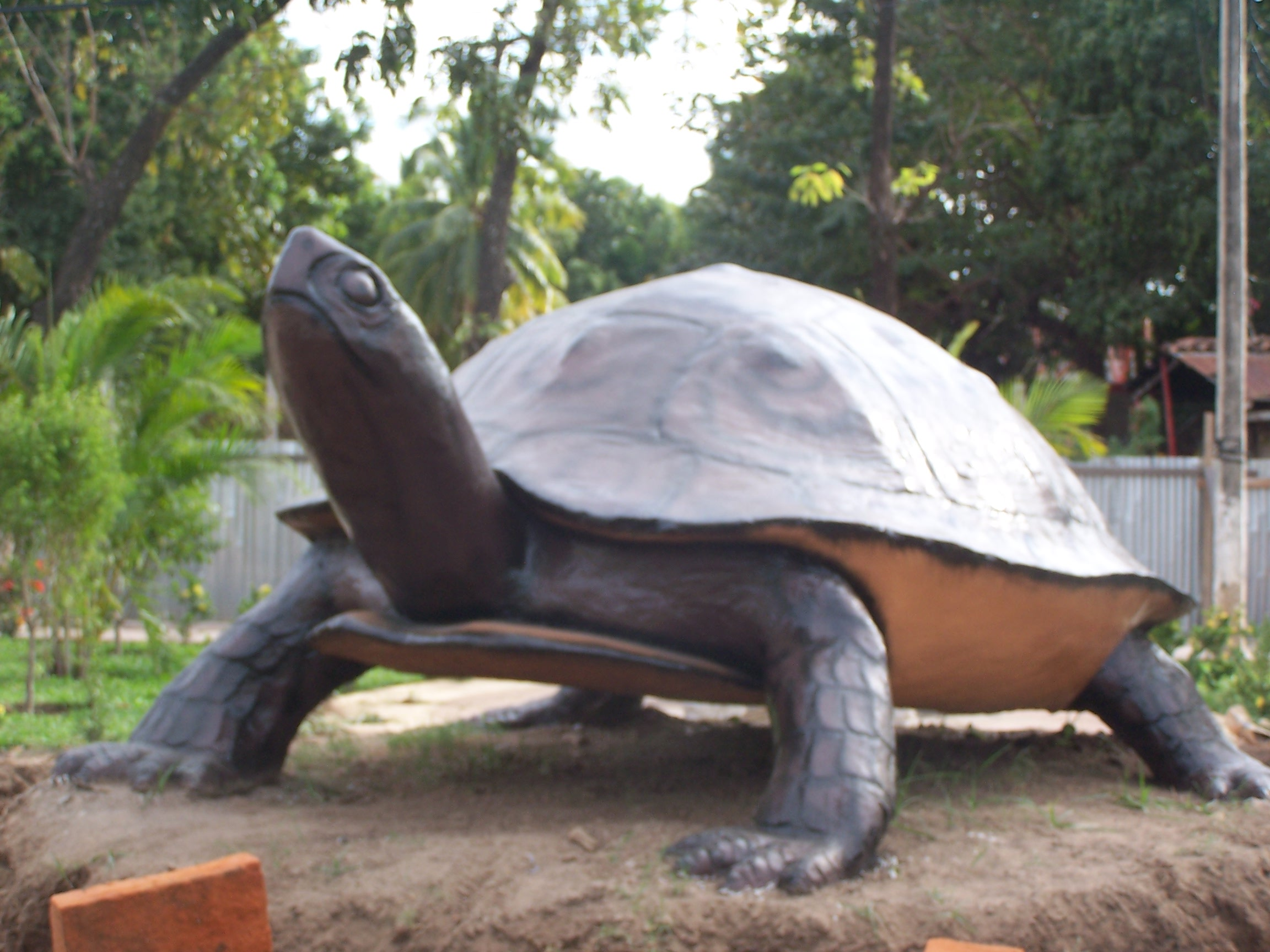
Parque Central de San Lorenzo.

El turismo es incipiente pero constituye una actividad con potencial integrando el conjunto de puntos de interés de la región sur, especialmente San Lorenzo, Amapala, Coyolito, y Nacaome, que cuentan con una incipiente infraestructura básica de servicios al turista. La ventaja competitiva local proviene del puerto como punto de partida de un recorrido por el
Golfo de Fonseca.
El Instituto Hondureño de Turismo (IHT) y el Comité para la Defensa y Desarrollo de la Flora y Fauna del Golfo de Fonseca (CODDEFFAGOLF), ofrecen paquetes ecoturísticos a visitantes nacionales y extranjeros.

### Casa de la Cultura
San Lorenzo también cuenta con una excelente Casa de la Cultura, en donde podrá observar unos murales que describen la historia del municipio.

### Fiestas patronales
El origen del nombre de la ciudad es en honor al Santo Patrón San Lorenzo. Es famoso por su carnaval, que se celebra en el mes de agosto todos los años. Sin dudas, a nivel nacional este carnaval es segundo, solo al gran carnaval de la amistad de La Ceiba.

## División Política
Aldeas: 10 (2013)
Caseríos: 54 (2013)
| Código | Aldea         | Caserío                   |
| ------ | ------------- | ------------------------- |
| 170901 | San Lorenzo   |                           |
| 170902 | El Caimito    | Alto de la Cruz           |
| 170902 | El Caimito    | El Campo Corinto          |
| 170902 | El Caimito    | El Rincón del Embarcadero |
| 170902 | El Caimito    | La Puente                 |
| 170902 | El Caimito    | La Zarza                  |
| 170903 | El Comercio   | Hacienda la Flor          |
| 170904 | El Matiaral   | Los Piches                |
| 170904 | El Matiaral   | Los Socios                |
| 170905 | Guanacastales | El Chaguite               |
| 170905 | Guanacastales | Los Socios                |
| 170906 | La Criba      | El Rincón de las Piletas  |
| 170906 | La Criba      | El Rincón del Limonal     |
| 170906 | La Criba      | El Uvillal                |
| 170906 | La Criba      | Los Chorros               |
| 170907 | La Cuesta     | Centro Náutico            |
| 170907 | La Cuesta     | El Desvío la Bomba        |
| 170907 | La Cuesta     | La Caucara                |
| 170907 | La Cuesta     | La Maroma                 |
| 170907 | La Cuesta     | La Visitada               |
| 170908 | Laure Abajo   | Cerro Ariles              |
| 170908 | Laure Abajo   | Agua Zarca                |
| 170908 | Laure Abajo   | Hacienda la Botania       |
| 170908 | Laure Abajo   | La Cañada                 |
| 170908 | Laure Abajo   | La Chinga                 |
| 170908 | Laure Abajo   | Portillo de la Gloria     |
| 170908 | Laure Abajo   | Playas de la Botania      |
| 170909 | Laure Arriba  | Agua Tibia                |
| 170909 | Laure Arriba  | El Cenicero               |
| 170909 | Laure Arriba  | El Cerro                  |
| 170909 | Laure Arriba  | La Bandera                |
| 170909 | Laure Arriba  | El Marañon                |
| 170909 | Laure Arriba  | Hacienda el Laure Arriba  |
| 170909 | Laure Arriba  | La Danta                  |
| 170909 | Laure Arriba  | El Coyolito               |
| 170909 | Laure Arriba  | Hacienda la Finca         |
| 170909 | Laure Arriba  | La Finca                  |
| 170910 | San Jerónimo  | El Chagüite               |
| 170910 | San Jerónimo  | Las Lomas                 |
| 170910 | San Jerónimo  | Las Pilas                 |
| 170910 | San Jerónimo  | Volcancitos               |

## Atractivos Turísticos
El turismo es incipiente pero constituye una actividad con potencial integrando el conjunto de puntos de interés de la región sur, especialmente San Lorenzo, Amapala, y Coyolito que cuentan con una incipiente infraestructura básica de servicios al turista. La ventaja competitiva local proviene del puerto como punto de partida de un recorrido por el Golfo de Fonseca. El Instituto Hondureño de Turismo (IHT) y el Comité para la Defensa y Desarrollo de la Flora y Fauna del Golfo de Fonseca (CODDEFFAGOLF), ofrecen paquetes ecoturísticos a visitantes nacionales y extranjeros.
San Lorenzo cuenta con un aproximado de 100 metros de playa, y a este se le conoce como "Playa la Cabaña" , a la orilla cuenta con una variedad de restaurantes, listos para atender el gusto de cada visitante, y la vista frontal nos muestra un Bosque de Mangle donde podemos ver maravillosos y pintorescos atardeceres. Se conoce también por su gastronomía, y se le atribuye el título de la ciudad con los Mejores Platillos de Mariscos en Honduras.
Una gran cantidad de personas importantes llegaron a Honduras a través de este bello puerto. Amapala perdió el impulso que tenía cuando el gobierno central mudó el puerto a San Lorenzo, por considerar más conveniente tenerlo directamente en la costa y no en una isla, desde donde se tenía que volver a embarcar toda la mercancía para llegar a la costa. Lo que antaño fuera una población muy activa y bulliciosa, con un gran auge comercial, se ha convertido en un pequeño y muy callado poblado que hoy lucha por mantenerse adelante.
En la actualidad, existe un proyecto para promover el desarrollo de turismo en Amapala a base de casas de huéspedes. El proyecto, conocido como Proyecto VASS ha identificado a miembros de la comunidad con interés en promover el turismo y los ha apoyado con capacitación para que conviertan algunas habitaciones de sus casas habitación en hospedajes para turistas. Además de promover esta actividad económica, el proyecto ha permitido conservar la fisonomía misma de la ciudad al no demoler casas antiguas para construir nuevos edificios sin respeto a la arquitectura vernácula de la ciudad.
Es relativamente sencillo llegar a la isla, para ello, hay que tomar el desvío a Coyolito que está sobre la carretera panamericana. Una vez en Coyolito, una pequeña población pesquera a orillas del Golfo de Fonseca, se puede tomar una embarcación para que lo lleve a la Isla del Tigre, un paseo de unos 8 a 10 minutos a través de las plácidas aguas de la bahía. Durante la travesía, podrá observar algunas de las casas de los “ricos y famosos” de Honduras, muchos de los cuales han construido sus casas de playa en la zona de Coyolito.
Para aquellos que estén dispuestos a salir a caminar bajo el sol, hay un camino que lo lleva a la cima de la isla, desde donde podrá gozar de una vista espectacular que incluye territorio hondureño, salvadoreña y nicaragüense.
La mayor parte de la costa del Golfo de Fonseca está conformada por manglares, formando canales exóticos y un medio ideal para las aves marinas. El refugio de vida silvestre Bahía De Chismuyo, ubicada al occidente de Coyolito es una zona protegida única en Honduras. Es fácilmente accesible desde Coyolito. Desde San Lorenzo, se puede contratar un paseo por los canales entre los manglares para visitar diversos sitios de interés, como la playa del amor. Además, existe una importante industria de camarones que se crían dentro de las granjas marinas y grandes extensiones de explotación artesanal de sal. Por si fuera poco, esta región produce una importante cantidad de sandías y melones, de la cual mucha es para la exportación.
Los atardeceres en el Golfo de Fonseca son espectaculares, así que le recomendamos que si ha tenido la oportunidad de conocer las playas del sur, aproveche a quedarse y gozar del atardecer. Sin duda agradecerá el espectáculo que le ofrecerá la naturaleza!
En la parte occidental del departamento de Valle, muy cerca de San Lorenzo, se encuentra la zona colonial del departamento. Destacan comunidades como Nacaome, cabecera departamental, la ciudad de Langue, que tiene una de las iglesias coloniales más hermosas de Honduras que por cierto, se mantiene en muy buen estado y la ciudad de Pespire, una verdadera joya colonial en Honduras. Esta zona, además produce artesanía de muy buena calidad. Destacan los grandes y coloridos gallos, que vera a orillas de las carreteras y la cerámica Lenca de dos tonos naturales que cada día ofrece nuevos y mejores diseños.
A pesar de que San Lorenzo se encuentra a relativa corta distancia de Tegucigalpa, permitiendo un viaje de ida y vuelta el mismo día, es aconsejable pernoctar en la ciudad para descubrir sus múltiples facetas, conocer a su amable población y disfrutar de los muchos servicios turísticos que existen en la zona.

## Deportes
El Deporte mas popular en San Lorenzo es el fútbol y ha sido cuna de grandes futbolistas. Cuenta con el Estadio Angel Augusto Martinez con capacidad para unos 5 000 espectadores. Fue inaugurado el 12 de septiembre de 1987 con un partido disputado entre el  Olimpia de Honduras y el Águila de El Salvador. San Lorenzo ha sido representante en la  Primera División de Honduras por el Club Deportivo Tiburones, club que actualmente milita en  Liga Mayor. Otro club que logro conseguir un ascenso a  Segunda División, fue el San Lorenzo FC, club que se fusionó con el Tiburones. Actualmente la ciudad tiene su propia Liga Mayor y es representada en la Liga de Ascenso de Honduras por el Club Deportivo Futbolistas Asociados Sanlorenzanos.